# Kino Pasja w Iławie

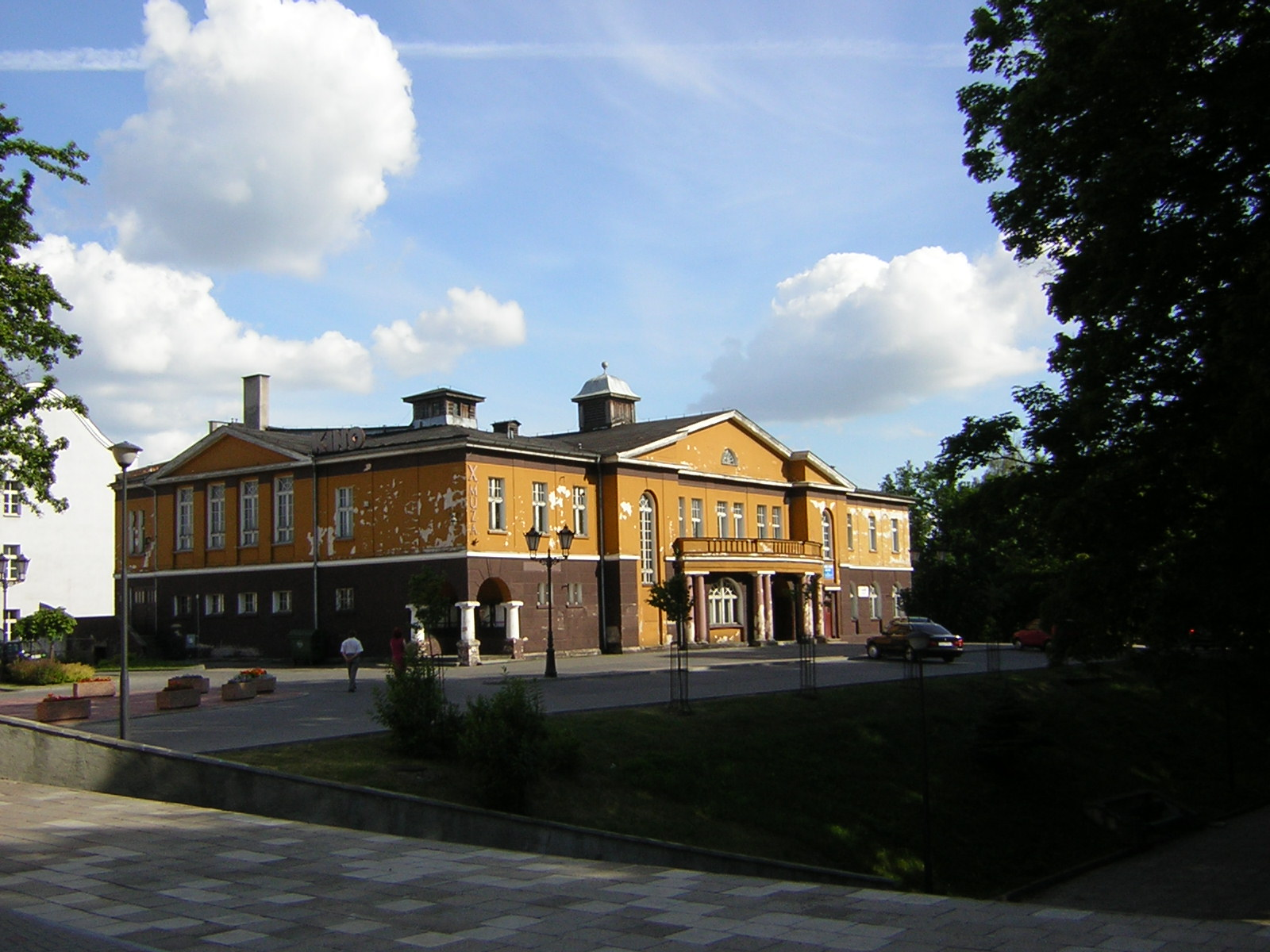
Iławskie kino przed renowacją

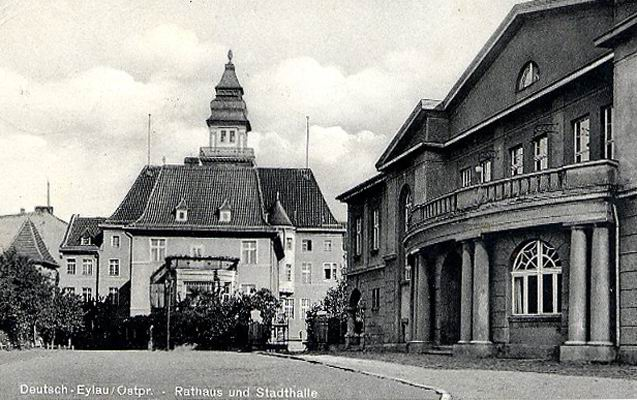
Hala miejska przed wojną. Widoczny także budynek iławskiego ratusza

Kino-Teatr – budynek przy ul. Niepodległości 13B w Iławie z lat 1916–1922.
Budynek został początkowo zaadaptowany na potrzeby hali miejskiej. W latach 30. XX wieku został przebudowany na styl neoklasycystyczny, zaś w latach 60. zmienił swoją funkcję na teatr i kino. Budynek z dniem 30 grudnia 2002 r. został wpisany do rejestru zabytków nieruchomych woj. warmińsko-mazurskiego (nr rej.: A-1989). Bryła budynku usytuowana na planie prostokąta z dobudówką od strony jeziora i eliptycznym tarasem znajdującym się przy elewacji frontowej. Balkon tarasu wsparty na czterech parach kolumn doryckich, a taras ograniczony dwoma ryzalitami, które wewnątrz mieszczą klatki schodowe. Pomiędzy kolumnami szerokie okna zakończone łukiem koszowym, a powyżej tarasu wielki tympanon z wolim okiem pośrodku. Część południowo-zachodnia to przybudówka przypominająca willę z lat 20. XX wieku z dwustronnymi schodami wiodącymi do wejścia, a nad nimi balkon na poziomie I piętra. Powyżej tympanon spotykany również przy pozostałych elewacjach, zaś elewacja od strony szkoły jest ślepa, a otwory drzwiowe zostały wykonane wtórnie. Tylko jeden narożnik budynku (od strony ratusza) ozdobiony został niskimi kolumnami doryckimi. Powierzchnia użytkowa kina to 1640 m², a kubatura – 9953 m³.

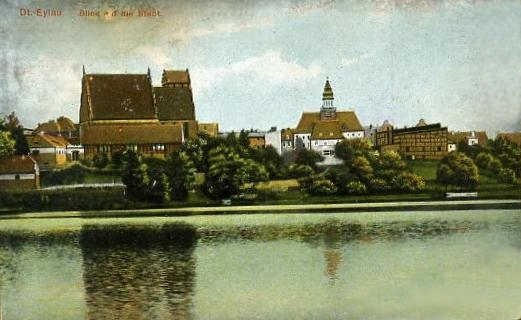
Jezioro Jeziorak w 1915 r. Z prawej strony widoczne kino przed przebudową